# Johann Gottlieb Goldberg
Johann Gottlieb Goldberg (14 de marzo de 1727 - 13 de abril de 1756) fue un músico e intérprete alemán.
Precozmente dotado como clavecinista y compositor, desde el año 1737 fue el protegido del conde Hermann Carl von Keyserlingk (1696-1764) de Dresde, al que conoció en uno de sus viajes posiblemente en Königsberg y quien se lo llevó consigo; más tarde le envió a los Bach para recibir una esmerada cultura musical: primero estudió con el hijo mayor Wilhelm Friedemann Bach y más tarde con su padre, Johann Sebastian Bach, con quien terminó de aprender música y composición, depurando su técnica instrumental.
Virtuoso de los instrumentos de teclado, especialmente del clave, su nombre ha pasado a la historia gracias a las Variaciones Goldberg, composición encargada a Johann Sebastian Bach por el conde Keyserlingk: al parecer este se las hacía interpretar antes de dormir para conciliar el sueño.
Más tarde entró al servicio del conde Heinrich von Brühl (1700-1763). Llegó a ser un clavecinista bien dotado, con una habilidad poco menos que fantástica con los dedos (probablemente aprendida de la digitación especial de Bach): se dice de él que podía tocar las piezas más difíciles leyendo la partitura, incluso cuando las hojas estaban boca abajo.